# Damn Yankees (gruppo musicale)
I Damn Yankees sono stati un supergruppo hard rock statunitense formato a Los Angeles nel 1989.
Il progetto nacque dall'unione di Tommy Shaw (ex chitarrista degli Styx), Jack Blades (ex bassista dei Night Ranger) ed il chitarrista Ted Nugent (ex-Amboy Dukes), mentre come batterista venne scelto l'allora sconosciuto Michael Cartellone (successivamente nei Lynyrd Skynyrd). Questa unione riscosse grande successo, in particolar modo con il singolo High Enough estratto dall'album di debutto.

## Storia
L'idea di formare i Damn Yankees era un progetto che Tommy Shaw e Ted Nugent meditavano già da tempo. Lasciati gli Styx per intraprendere la carriera solista nei primi anni ottanta, Shaw decise di iniziare questa collaborazione dopo aver terminato la pubblicazione del suo materiale. Shaw aveva pubblicato il disco Ambition nel 1987, mentre Nugent realizzò If You Can't Lick 'Em...Lick 'Em nel 1988.
Appena i due iniziarono a comporre del materiale, giunse voce dello scioglimento dei Night Ranger. Shaw e Nugent così decisero di chiamare in causa il loro bassista Jack Blades. A completare la formazione dietro i tamburi fu Michael Cartellone, che già aveva suonato con Shaw all'epoca. Egli venne arruolato subito, una volta che Nugent e Blades lo sentirono ad un'audizione. Questo nuovo supergruppo prestò interesse verso diverse major label, con la Warner Bros. Records che riuscì ad avere la meglio sulla Geffen Records per un contratto discografico. L'avventura della band iniziò nel 1989. L'album di debutto, l'omonimo Damn Yankees, prodotto da Ron Nevison, venne pubblicato l'anno successivo. Nugent svolse un ruolo secondario sul disco, non dando sfogo alle sue piene capacità eccetto il brano di chiusura Piledriver. Abbastanza prevedibile le sonorità dell'album, che si presentò come una miscela a metà strada tra Styx e Night Ranger. L'omonimo riuscì a guadagnare il doppio disco di platino, trainato soprattutto dal successo della power ballad High Enough, che arrivò fino al terzo posto della classifica statunitense dei singoli. I Damn Yankees vennero inoltre inclusi in diverse colonne sonore come Gremlins 2 - La nuova stirpe (1990) e Nient'altro che guai (1991).
Parteciparono poi ad un tour mondiale della durata di circa un anno e mezzo, al fianco di band come Bad Company, Poison e Jackyl. Il tour statunitense si svolse nello stesso periodo della Guerra del Golfo, dove, come era solito fare da parte di Nugent, la band rilasciò dichiarazioni patriottiche e bandiere americane. Tuttavia, le gesta di Nugent si trasformarono in polemica quando venne arrestato e multato in Colorado dopo aver lanciato una freccia infuocata su un pupazzo raffigurante Saddam Hussein.
Durante il 1992, Blades e Shaw collaborarono con l'ex cantante dei Mötley Crüe, Vince Neil, per registrare la traccia You're Invited But Your Friend Can't Come per la colonna sonora del film Encino Man. Qualche mese dopo, i Damn Yankees tornarono sulle scene sfornando il secondo album Don't Tread. Il disco non ottenne gli stessi consensi del precedente, ma entrò comunque nella top 30 americana grazie anche al singolo Where You Goin' Now. La title track dell'album, cantata da Jack Blades, aprì i giochi olimpici di Barcelona del 1992. Ted Nugent apparì anche al Rock the Vote, per supportare il Partito Repubblicano contro Bill Clinton. Don't Tread conteneva inoltre il brano The Silence Is Broken, incluso nei titoli di coda del film Accerchiato con Jean-Claude Van Damme nel 1993.
Improvvisamente però il gruppo cessò l'attività quando Shaw e Blades formarono il progetto "Shaw/Blades" pubblicando l'album Hallucination nel 1995, mentre Nugent tornò a dedicarsi pienamente alla sua attività solista, attività che per altro non aveva mai interrotto.

### Reunion
Dal 2000 i Damn Yankees si riformarono con una nuova formazione. La posizione di Shaw venne presa dal chitarrista Damon Johnson dei Brother Cane, mentre Cartellone venne sostituito dal batterista Kelly Keagy dei Night Ranger. Il nuovo album, il quale nome provvisorio era  Bravo, non venne mai pubblicato a causa dello scarso interesse delle etichette discografiche. Due tracce di questo, Clusterfunk e Damned If Ya Do vennero poi inserite nell'album Craveman di Ted Nugent  nel 2002.
La formazione originale si riunì nel dicembre 2004 in occasione di un evento chiamato Christmas Pudding, organizzato da Alice Cooper in Arizona, con l'obiettivo di raccogliere fondi per un'organizzazione no-profit cristiana.
Michael Cartellone suonò nell'album solista di Joe Lynn Turner (ex cantante di Deep Purple e Rainbow) nel tardo 2006. Una versione acustica del brano High Enough, del progetto "Shaw/Blades", venne inserito nella compilation VH1 Metal Mania Stripped Volume 3 edita nel marzo 2007.
Il 15 gennaio 2010 si riunisce a sorpresa la formazione originale durante i NAMM Show di Anaheim, California, suonando un set acustico che include Coming of Age, High Enough e il classico di Ted Nugent Cat Scratch Fever.

## Formazione
- Tommy Shaw – voce, chitarra
- Jack Blades – voce, basso
- Ted Nugent – chitarra, voce
- Michael Cartellone – batteria, cori

## Discografia

### Album in studio
- 1990 – Damn Yankees
- 1992 – Don't Tread

#### Raccolte
- 2002 – The Essentials
- 2003 – High Enough and Other Hits
- 2006 – High Enough

### Singoli
- Coming of Age
- High Enough
- Come Again
- Runaway
- Bad Reputation
- Don't Tread on Me
- Where You Goin' Now
- Mister Please
- Silence Is Broken